# فيكتور إيتكن
فيكتور إيتكن (بالإنجليزية: Victor Aitken)‏ هو عداء مسافات طويلة أسترالي، ولد في 3 مارس 1889، وتوفي في 1962.

## وصلات خارجية
- فيكتور إيتكن على موقع أوليمبيديا (الإنجليزية)
- فيكتور إيتكن على موقع اللجنة الأولمبية الأسترالية (الإنجليزية)